# Deprotonare

Deprotonarea acidului acetic de către un ion hidroxid

În chimie, deprotonarea este un proces de transfer al unui proton (H+) la un atom, o moleculă sau un ion de la un acid Brønsted-Lowry, formându-se baza conjugată a acestuia.
O specie chimică ce poate atât să accepte, cât și să doneze un proton, se numește specie amfoteră. Un exemplu este molecula de apă H2O, care prin protonare formează ionul hidroniu H3O+, iar prin deprotonare formează ionul hidroxid OH−.